# Юхнин, Владимир Евгеньевич
Владимир Евгеньевич Юхнин (род. 20 февраля 1937, Ленинград) — судостроитель, главный конструктор (с 2004 года — генеральный конструктор) Северного проектно-конструкторского бюро с 1979 года по настоящее время.
Является одним из крупных конструкторов и организаторов судостроительного производства. Академик СпбИА (1992). Академик Российской инженерной академии (2001). Специалист в области современного проектирования крупных надводных кораблей Военно-морского флота, сложных и наиболее сложных научно-исследовательских судов.

## Биография
Окончил Ленинградский кораблестроительный институт (1960) и Военно-механический институт.
С 1960 года работает в Северном проектно-конструкторском бюро:
- с 1960 — инженер;
- с 1971 — заместитель главного конструктора;
- с 1979 — главный конструктор КБ;
- с августа 2004 — генеральный конструктор бюро.

С 1990 года заведует кафедрой «Проектирование судов» Санкт-Петербургского государственного морского технического университета.

## Семья
- Отец — Юхнин, Евгений Иванович (1912—1999), Герой Социалистического Труда, лауреат Ленинской и Государственной премий, внес большой вклад в развитие отечественного кораблестроения.
- Мать — Нестерук Лидия Филипповна (род. 1914), работала в системе морского флота.
- Жена — Юхнина Алия Хафисовна (род. 1933), работала во ФГУП «Северное ПКБ».
- Сыновья 
  - Юхнин Алексей (род. 1963), Исполнительный директор АО "Лазурит;
  - Юхнин Евгений (род. 1972), после окончания Финансово-экономического университета занимается бизнесом.

## Публикации
Является автором более чем 50 научных трудов и изобретений, среди которых 32 печатные работы, 2 книги, 2 цикла лекций, 12 монографий и 16 изобретений.

## Награды
- Награждён орденом «За заслуги перед Отечеством» IV (2006) и III степени (2012)[1], орденом Октябрьской революции (1988), орденом Трудового Красного Знамени (1985), орденом «Знак Почета» (1977), а также медалями.